# Макі (лемур)
Макі (Cheirogaleus) — рід лемуровидих мадагаскарських приматів.

## Опис
Макі досягають довжини тулуба й голови від 17 до 26 сантиметрів, а хвіст від 18 до 28 сантиметрів завдовжки. Вага зазнає сильних сезонних коливань і змінюється в межах від 200 до 600 грамів. Це робить рід Cheirogaleus найбільшим представником родини макієвих. Волосяний покрив м'який і шовковистий, жовтувато-білий зверху, сірчаного чи червонувато-коричневого забарвлення знизу. Характерними є великі, оточенні темними колами очі й маленькі тонкі вуха. Хвіст пухнастий і використовується як сховище жиру.

## Поширення
Макі — ендеміки острова Мадагаскар. Кілька видів населяє сухі й колючі ліси на заході і південному заході острова, а більшість видів населяє тропічні ліси на сході острова. Точні ареали окремих видів не відомі.

## Спосіб життя
Макі ведуть нічний спосіб життя. Упродовж дня вони сплять у дуплах дерев чи в заростях рослин; вночі вони рушають у пошуках їжі. Макі, як правило, витрачають свій час на деревах і пересуваються рачки. Вони живуть у сімейних групах, які складаються з дорослої пари і спільного потомства, партнери поділяють територію і разом сплять, але йдуть часто окремо в пошуках їжі. Оселище відносно мале, ≈ 200 метрів у діаметрі. Раціон складається в основному з фруктів, крім того, вони також споживають квіти, нектар і комах.
Особливістю є їхня регулярна обов'язкова сплячка протягом сухих місяців. У період з листопада по березень, вони додають у вазі, хвіст служить для накопичення жиру. Під час сухого сезону (у квітні — жовтні) вони впадають у сплячку. Для цього вони часто забираються в порожнисті стовбури дерев або в інші укриття. У цей час вони живуть за рахунок резервів у хвості, їхня вага може знижуватися майже наполовину. Крім того, температура тіла не підтримуватися на стабільному рівні упродовж цього часу, але адаптується до зовнішньої температури. Сплячка переривається короткими пробудженнями, які типові для всіх тварин, які впадають у справжню зимову сплячку.

## Відтворення
Парування відбувається відразу після зимової сплячки, у жовтні чи листопаді. Попри моногамний спосіб життя, принаймні в одного виду, Cheirogaleus medius, як відомо, самиці часто паруються з кількома самцями. Після приблизно 60 до 70 днів вагітності самиця народжує двох або трьох дитинчат. Вони волохаті й добре розвинені, годуються молоком 45 днів і досягають статевої зрілості у два роки. Тривалість життя може бути 20 років у неволі.

## Назва
Наукова назва Cheirogaleus походить від дав.-гр. χείρ — «рука», γαλῆ — «ласиця». Вернакулярна назва макі є малагасійською назвою деяких лемурів.